# Ferenc Horváth
Ferenc Horváth (ur. 6 maja 1973 w Budapeszcie) – węgierski piłkarz występujący na pozycji napastnika. Trener piłkarski.

## Kariera klubowa
Horváth karierę rozpoczynał w 1991 roku w pierwszoligowym Videotonie Székesfehérvár, który w 1993 roku zmienił nazwę na Fehérvár Parmalat. Jego barwy reprezentował do 1996 roku, po czym odszedł do także pierwszoligowego Ferencvárosu. W 1998 roku wywalczył z nim wicemistrzostwo Węgier. W tym samym roku przeszedł do belgijskiego KRC Genk. W 1999 roku zdobył z nim mistrzostwo Belgii, a w 2000 roku Puchar Belgii.
W połowie 2000 roku Horváth przeniósł się do niemieckiego Energie Cottbus. W Bundeslidze zadebiutował 12 sierpnia 2000 w przegranym 1:3 meczu z Werderem Brema. W barwach Energie rozegrał 9 spotkań, a w trakcie sezonu 2000/2001 odszedł do izraelskiego Maccabi Tel Awiw. Z zespołem tym dwukrotnie triumfował w rozgrywkach Pucharu Izraela.
W 2002 roku Horváth wrócił na Węgry, gdzie został zawodnikiem Újpestu. Spędził tam jeden sezon, a potem przeszedł do hiszpańskiej drużyny UD Almería z Segunda División. W trakcie sezonu 2003/2004 przeniósł się jednak do zespołu drugiej ligi portugalskiej – GD Estoril Praia. Po zakończeniu sezonu 2003/2004 odszedł stamtąd do węgierskiego FC Fehérvár.
Z kolei na początku 2005 roku Horváth przeszedł do szkockiego Livingston, w którego barwach rozegrał 8 spotkań i zdobył 2 bramki w Scottish Premier League. Następnie wrócił na Węgry, gdzie występował w zespołach Diósgyőri VTK, FC Fehérvár, Paksi SE oraz Lombard Pápa. Grał też w austriackim trzecioligowcu, SC Ostbahn XI, a w 2009 roku zakończył tam karierę.

## Kariera reprezentacyjna
W reprezentacji Węgier Horváth zadebiutował 24 kwietnia 1996 w przegranym 0:2 towarzyskim meczu z Austrią. 25 marca 1998 w wygranym 3:2 towarzyskim pojedynku również z Austrią, strzelił swojego pierwszego gola w kadrze. W latach 1996–2001 w drużynie narodowej rozegrał 32 spotkania i zdobył 11 bramek.